# 恋ヶ浦村
恋ヶ浦村（こいがうらむら）は、かつて新潟県佐渡郡にあった村。

## 地理
- 島嶼：佐渡島

## 沿革
- 1889年（明治22年）4月1日 - 町村制施行に伴い羽茂郡豊田村、滝脇村、背合村が合併し恋ヶ浦村が発足。
- 1896年（明治29年）4月1日 - 郡の統合により佐渡郡に所属[1]。
- 1901年（明治34年）11月1日 - 佐渡郡真野村、金丸村、新町、川茂村（一部）と合併し、真野村を新設して消滅。

## 村長
- 松本八十八